# Juvenile Court
Juvenile Court ist ein US-amerikanisches Filmdrama mit Paul Kelly und Rita Hayworth aus dem Jahr 1938.

## Handlung
Stubby Adams ist ein verwaister Junge aus einem Armenviertel von New York während der Großen Depression der 1930er Jahre. Als er mit seiner Bande die Polizei mit Steinen bewirft, werden er und sein Kumpan Daniel Olsen, scherzhaft Pighead genannt, in Haft genommen. Der Strafverteidiger Gary Franklin, der selbst in ärmlichen Verhältnissen aufwuchs, übernimmt daraufhin den Fall. Er ist überzeugt, dass den Straßenkindern von offizieller Seite geholfen werden müsse, um sie von Gewalt und Kriminalität fernzuhalten.
Zu diesem Zweck will er mit Hilfe von Stubbys Freunden und dessen Schwester Marcia eine kleine Organisation namens „Police Athletic League“ – kurz P. A. L. – gründen, die eine stete Freundschaft zwischen den Straßenkindern und der Polizei bewerkstelligen soll. Marcia ist sofort begeistert von dem Vorhaben und bietet großzügig ihre Unterstützung an, während die jungen Rebellen zunächst skeptisch bleiben. Letztlich gelingt es Franklin und Marcia schließlich doch, die Halbstarken ebenfalls von den Vorteilen des Projekts zu überzeugen. 
Um das nötige Geld für die P. A. L. einzutreiben, veranstaltet Franklin einen Boxkampf. Stubby, der dabei als Platzanweiser seinen Beitrag leisten soll, stiehlt leichtfertig ein paar Dollar aus der Kasse und braust zusammen mit Pighead und dem Rest ihrer Bande in einem gestohlenen Wagen davon. Als Franklin und die Polizei sie verfolgen, wird Pighead nervös und springt aus dem fahrenden Wagen, wodurch er sich schwer verletzt. Stubby und die anderen Jungen kehren schuldbewusst zurück, um Pighead zu helfen, der, wie sich herausstellt, dringend einen Arzt benötigt. Als Stubby sich auf den Weg macht, ärztliche Hilfe zu holen, hört er im Radio, wie Franklin die P. A. L. trotz des kürzlichen Raubzugs der Bande energisch verteidigt und weiterhin an eine Zukunft der Organisation glaubt. Und so beschließt Stubby, sich der Polizei zu stellen und sie über den Aufenthaltsort von Pighead zu informieren. Wider Erwarten gibt die Polizei kurz darauf Stubby eine neue Chance. Nun können Franklin und Marcia ihr Projekt gemeinsam fortführen.

## Hintergrund
Nachdem Sidney Kingsleys Theaterstück Dead End 1937 erfolgreich als Sackgasse von United Artists verfilmt worden war und Warner Brothers 1938 den Gangsterfilm Chicago – Engel mit schmutzigen Gesichtern mit James Cagney, Humphrey Bogart und Ann Sheridan auf den Markt gebracht hatte, war in den Vereinigten Staaten das Thema Jugendkriminalität äußerst beliebt an der Kinokasse. Daher entschied sich Columbia Pictures, auf den Zug aufzuspringen und Juvenile Court zu produzieren.

## Kritiken
„Der kleine zähe Bursche der Großstadtstraßen kämpft ständig gegen die Abgründe der Erniedrigung“, so Bosley Crowther von der New York Times. Er finde „sich in einem ‚B-minus‘-Film wieder, einer alten Filmgeschichte, die in diesem Fall schlecht erzählt“ sei. Für Weekly Variety war Juvenile Court „größtenteils ein Aufguss eines bekannten Themas, das überstürzt durch die Produktionsmühle gedreht wurde“. So gebe es „nichts Interessantes im Drehbuch, bei der Regie oder den Darstellungen“. Alles wirke schlicht „sehr abgedroschen“. Hal Erickson vom All Movie Guide meinte rückblickend, dass Rita Hayworth „im Prinzip nichts anderes zu tun“ habe, „als herumzustehen und hübsch auszusehen“.